# Karin Mensah
Karin Mensah (nascida em 1965) é uma cantora com formação clássica de Cabo Verde, cujo gênero preferido é jazz e música tradicional da África Ocidental. Ela é educadora musical e atua como fundadora e diretora da Accademia Superiore di Canto (Academia de Educação Musical Superior) em Verona, Itália, desde 2004.

## Biografia
Karin Mensah nasceu em 8 de março de 1965 em Dakar, Senegal, em uma comunidade de cabo-verdianos expatriados. Em 1975, entrou na Escola de Artes para Dança e Canto em Dakar e começou a cantar profissionalmente no teatro e na televisão aos 11 anos. Seu pai foi uma influência para ela, pois gostava de música clássica, e embora fosse um gênero incomum na África, ela cresceu ouvindo Beethoven e ópera.
Após concluir a sua formação universitária, mudou-se para Paris e estudou na Universidade de Paris X-Nanterre, obtendo um diploma em línguas modernas em 1988. Concluiu seus estudos de pós-graduação no Instituto Orff em Salzburgo, em um programa oferecido em colaboração com a Società Italiana di Musica Elementare Orff-Schulwerk de Verona, para aprender metodologia educacional usando a abordagem Orff. Simultaneamente, estudou teoria musical no Conservatório Evaristo Felice Dall'Abaco (também conhecido como Conservatório de Verona) e cantou com Rita Orlandi-Malaspina e G. Mastiff, graduando-se em 1991. Posteriormente, completou diversos cursos de canto, incluindo introdução ao canto no Conservatório Francesco Antonio Bonporti de Riva del Garda (1991), canto básico com o Maestro Rossi Castellani no Conservatório Cesare Pollini de Pádua (1993) e técnica vocal com Niranjan Jhaveri no Jazz-Índia Vocal Institute em Bombaim (1998).

## Carreira
Após completar seus estudos, Mensah gravou várias canções em diferentes gêneros, incluindo blues, chanson, funk, jazz, música latina e o estilo tradicional morna de Cabo Verde. Alguns de seus primeiros lançamentos incluíram Morna de Cabo Verde (Azzurra – 2000), La vie en rose... et les plus grandes chansons françaises (Demetra – 2002), "Ayo" cantado em Wolof na coletânea Salsa Mundo, Cabo Verde (Azzurra – 2002), e Souvenirs de Paris (Brisa – 2005). Ela participou do projeto humanitário Capo Verde Terra D'Amore (Terra de Amor de Cabo Verde), que foi uma compilação de diversos artistas em uma série de cinco CDs, cujas receitas foram doadas ao Programa Mundial de Alimentos (PMA). Todos os artistas envolvidos no projeto trabalharam gratuitamente para que os lucros fossem diretamente para a ajuda africana. A partir desse projeto, Mensah criou outro álbum, Orizzonti, no qual cantou músicas tradicionais cabo-verdianas em italiano. Em 2014, lançou Lélio Swing, baseado na música de Lelio Luttazzi. Trabalhou com outros artistas italianos no álbum, traduzindo as versões francesas das canções e adicionando ritmos latinos.
Mensah também começou a ensinar alunos e escrever um livro sobre instrução musical. Seu primeiro livro foi chamado L'Arte di Cantare (A Arte de Cantar) foi publicado em 2001 para preencher lacunas na educação. Muitos de seus alunos haviam estudado por décadas e sentiam que nunca aprenderam a respiração adequada e outras técnicas, então ela coletou essas preocupações e criou lições em seu livro para estudantes de música moderna. Em 2004, fundou e tornou-se diretora da Accademia Superiore di Canto em Verona, Itália. A escola possui um acordo de cooperação com a Academia de Música de Verona, permitindo que os alunos obtenham credenciais de ensino. Além dos cursos de música tradicional em uma variedade de gêneros, a escola também oferece trabalho com um fonoaudiólogo para aprimorar a dicção. Mensah reconheceu a importância desses tipos de estudos interdisciplinares, pois teve que lidar com o aprendizado de línguas e técnicas quando emigrou da África. 
Ela atuou como jurada no programa de televisão do Canal 5 Amigos de Maria de Filippi, que buscava novos talentos de canto. Por volta da mesma época, expandiu seu livro anterior e publicou uma nova edição com uma editora diferente. A exposição gerada pelo programa de televisão impulsionou as vendas do livro, e ele se tornou o terceiro manual de ensino mais vendido na Itália em 2009. Ela criou o Verona Pop Festival em 2012.

## Discografia
- Morna de Caboverde, Azzurra Música, 2000
- La Vie en Rose & Les Plus Belles Chansons Françaises, Edm, 2001
- Caboverde, Azzurra Music, 2002
- La Premiere Heure, Azzurra Music, 2003
- Soul Eternity, Azzurra Music, 2003
- Banda de Jazz, Azzurra Music, 2010
- Orizzonti, Egea Music, 2013

## Publicações
- L'arte di cantare: elementi di tecnica vocale applicata al canto jazz, leggero, rock (em italiano). Colognola ai Colli, Italia: Demetra. 2001. OCLC 636492149
- L'arte di cantare: manuale pratico di canto moderno. Tecnica vocale applicata al canto pop, jazz, soul, rock, blues, gospel (em italiano). Milano, Italia: Volontè & Co. 2009. ISBN 978-8-863-88086-1